# دهوج (دشتاب)
دهوج (بالفارسية: دهوج) هي قرية تقع في إيران في قسم دشتاب الريفي. يقدر عدد سكانها بـ 238 نسمة بحسب إحصاء 2016.